# Джозеф Стігліц
Джо́зеф Юджин Сті́гліц (англ. Joseph Eugene Stiglitz; нар. 9 лютого 1943) — американський економіст і професор Колумбійського університету (Нью-Йорк); лауреат Нобелівської премії з економіки 2001 року за дослідження ринків з асиметричною інформацією.
Нагороджений медаллю Джона Бейтса Кларка (1979). Лауреат премії Ректенвальда (1998). Голова Ради економічних консультантів при президентові США (1995—1997); Шеф-економіст Світового банку (1997—2000). Є іноземним членом Секції економіки відділення суспільних наук Російської академії наук.

## Біографія
Народився в штаті Індіана в сім'ї Шарлотти і Натаніела Стігліца. У 1960—1963 вчився в Емгерстському коледжі, де був президентом студентської самоврядності. Опісля навчався в Массачусетському технологічному інституті (МТІ); у 1965—1966 вчився в Чикаго під керівництвом Хирофумі Узави; у 1967 повернувся в МТІ, де отримав степінь доктора наук. Згодом викладав в університетах Кембриджа, Єля, Дюка, Стенфорда, Оксфорда й Вінстона — і нині є професором Колумбійського університету та співредактором журналу «Голос економіста» (англ. The Economists' Voice).
Окрім значимих досліджень в області мікро- та макроекономіки, Стігліц безпосередньо і відіграє важливу роль в політичному та суспільному житті. У 1992 він перебрався до Вашингтона, щоб працювати в адміністрації президента Білла Клінтона. У 1995—1997 обіймав посаду голови Ради економічних консультантів при президентові США. У 1997 його призначено у Всесвітній банк, в якому залишився віце-президентом і шефом-економістом до 2000.

## Основні твори
- «Капітал, заробітна плата і структурне безробіття» (Capital, Wages and Structural Unemployment 1969);
- «Деякі подальші результати виміру нерівності» (Some Further Results on the Measurement of Inequality, 1973, в співавторстві Майклом Ротшильдом);
- «Рівновага на ринках продуктів з недосконалою інформацією» (Equilibrium in Product Markets with Imperfect Information 1979).
- «Глобалізація та її тягар» (Globalization and Its Discontents) Нью-Йорк, Лондон, 2002. Українською мовою в перекладі Андрія Іщенка вийшла в 2003 році, Київ, видавництво «КМ Академія»[12].

## Критика
Представник Австрійської школи економіки Хесус Уерта де Сото критикує неокласичну теорію інформації:
| | … суб’єктивне сприйняття інформації є суттєвим елементом методології австрійської школи, який відсутній у неокласичній теорії, де інформація трактується як виключно об’єктивна. Більшість економістів не усвідомлюють того, що говорячи про інформацію, австрійці і неокласики мають на увазі принципово різні речі. З точки зору неокласиків, інформація - це дещо об’єктивне, свого роду товар, який продають і купують на ринку у відповідності з рішеннями про максимізацію.Ця «інформація», яку можна зберігати на різноманітних носіях, не має нічого спільного з суб’єктивною інформацією, про яку пишуть австрійці: з практичною і життєво необхідною інформацією, яку діюча особа суб’єктивно тлумачить, знає й використовує у контексті конкретної дії. Економісти австрійської школи критикують Стігліца й інших авторів неокласичної теорії інформації за нездатність інтегрувати свою теорію інформації з підприємництвом, яке й є джерелом і рухомою силою знання. |
| — Хесус Уерта де Сото, Австрийская экономическая школа [Рынок и предпринимательское творчество]. - Челябинск: Социум, 2009. - 174 с. | |